# Джексон, Мик (писатель)
Мик Джексон (род. 1960) — британский писатель и сценарист, родился в Ланкашире, Англия, наиболее известный своим романом «Подземный человек» (The Underground Man) (1997). Книга, основанная на жизни Уильяма Кавендиша-Скотта-Бентинка, 5-го герцога Портленда, была включена в шорт-лист Букеровской премии и Премию Коста (до 2006 г. Уитбредовская премия) в 1997 году за лучший первый роман.
Мик Джексон родился в 1960 году в Грейт-Харвуде, Ланкашир, получил начальное и среднее образование в гимназии королевы Елизаветы в Блэкберне. Джексон работал в местном театре, изучал театральное искусство в колледже искусств Дартингтона и играл в рок-группе «The Screaming Abdabs». В 1990 году он поступил на курс по творческому письму в университете Восточной Англии и начал свою работу над романом «Подземным человеком». Он был штатным писателем с 1995 года.
Он является выпускником Креативного курса в Университете Восточной Англии под руководством Малькольма Брэдбери и Роуз Тремейн. После окончания колледжа Джексон сформировал группу и в течение следующих семи лет работал певцом. Это привело к выпуску четырёх записей и выступлениям на фестивалях, таких как Glastonbury, а также национальных сессий радиодиджеев. В 1990 году Мик сосредоточился на написании фантастики. Он снял короткую драму "Осколки Луны для Англии TV/восточного искусства.
Другие работы Джексона — это романы «Пять мальчиков» (Five Boys, 2002), «Вдовья сказка» (The Widow’s Tale, 2010), а также сборники рассказов «Десять извинений» (Ten Sorry Tales, 2006) и «Медведи Англии» (The Bears of England, 2009). Под псевдонимом Кирхам Джексон он написал сценарий для телевизионного фильма 2004 года «Римская дорога» (Roman Road).

В данный момент Мик Джексон живёт в Брайтоне, Англия.